# Liqun Tower
La Liqun Tower (利群大厦) appelé aussi Goethe Hotel est un gratte-ciel de 147 mètres de hauteur, construit à Hangzhou en 2007.
L'immeuble abrite des bureaux et un hôtel sur 35 étages pour une surface de plancher de 42 097 m².
L'architecte est l'agence canadienne WZMH Architects